# Generalized Multi-Protocol Label Switching
 (août 2009).
Si vous disposez d'ouvrages ou d'articles de référence ou si vous connaissez des sites web de qualité traitant du thème abordé ici, merci de compléter l'article en donnant les références utiles à sa vérifiabilité et en les liant à la section « Notes et références ».
GMPLS (Generalized Multi-Protocol Label Switching) est une généralisation du protocole MPLS dans les réseaux informatiques et les télécommunications permettant d'avoir une structure de contrôle unique sur les trois premières couches du réseau.

## Objectif
MPLS est un protocole très répandu dans les réseaux IP WAN. L'objectif est d'étendre son fonctionnement en supportant plusieurs types de commutation, alors que MPLS repose uniquement sur la commutation par paquets.